# Биосоциальная гипотеза
Биосоциальная гипотеза происхождения культуры – биосоциальная теория культурогенеза, которая состоит в том, что человек прежде всего является частью природы и живет по определенным биологическим законам, а культура – сугубо человеческий способ приспособления к окружающей среде. Человек создает определенную систему ценностей, традиций и символов, где социальное вытекает из биологического.

## Появление системы символов
Животным свойственно приспосабливаться к окружающей среде, однако им для этого не нужно пользоваться источниками информации, их образ действия заложен в инстинктах. Человек действует иначе, он передает свои знания об окружающем мире и взаимодействии с ним из поколения в поколение. Таким образом, заложенные природой программы поведения в тех или иных жизненных ситуациях вытесняются. Вследствие этого вытеснения, появляется необходимость в разработке неорганического способа хранения и передачи информации, необходимой для выживания новых поколений. Так появляются символы, которые заменяю собой предметы и явления определенными образами и ассоциациями. Это повлекло за собой развитие абстрактного мышления, свойственного только человеку, за чем последовало развитие воображения и постепенное возникновение духовной жизни, основы культуры.

## Появление речи
Речь – один из видовых признаков человека. В то время, как у животных могут быть определенные способы общения при помощи звуков (как у китов и дельфинов) или запахов (как у многих млекопитающих), такое общение происходит с помощью так называемой первой сигнальной системы. Человек же обладает тем, что Павлов назвал второй сигнальной системой , то есть способностью к общению с помощью слов, передачи информации с минимальной потерей смысла.
Существует предположение, что речь появилась в ходе необходимых для выживания групповых действий, из звуков, которые издавали во время охоты, миграции и других взаимодействий, и была сформирована не сразу. Предположительно, у первобытных людей в той или иной форме сочетались две формы общения – первичный язык (язык жестов) и вторичный, который основывался на звуковой коммуникации, но в основном на криках и шумах. Однако ввиду определенных природных факторов, в некоторых ситуациях общение жестами не представлялось возможным, например в тумане, в темноте или в экстренных ситуациях, требующих мгновенной реакции. Так первобытный человек постепенно отошел от первичного языка.
Непосредственно речь зародилась у питекантропов, в виде глагольных форм, обозначавших определенные действия, которые использовались в основном в диалогах. Уже у неандертальцев появились зачатки элементарной грамматики и синтаксиса, расширилась лексика. И именно у них зародился монолог как феномен.

## Способность к труду
Несмотря на то, что многие животные способны осуществлять комплексные задачи, например, построение сложных убежищ (таких, как муравейники, дамбы, ульи), но это не требует особых способностей и обучения, а осуществляется инстинктивно. Только человек способен ставить перед собой задачи и последовательно их выполнять. И хотя животные и способны использовать подручные материалы для достижения задач (например, обезьяна может сбить плод палкой с дерева), но только человек может изготавливать орудия труда. Именно из этого вытекает расхожее утверждение о том, что животные приспосабливаются к окружающей среде, а человек ее преобразует.
Однако важную роль в развитии культуры человека и в развитии концепта труда сыграл один из способов приспосабливания к природным условиям – освоение огня. Освоив огонь, человечество сделало большой шаг в своем развитии, ведь он использовался во всех сферах жизни: защита и обогрев жилища, охота, приготовление пищи, изготовление орудий. В каждой из этих функций огонь выступает как фактор образования особого, антропогенного культурного пространства.
Кроме того, посредством таких групповых действий, как изготовление орудий и, главное, охоты, формировалось коллективное сознание, налаживание общения, в ходе которого появилось естественное разделение труда и координация коллективных усилий.
Изначально разделение труда было организовано как в природной среде у животных (например, у обезьян) – самцы охотятся, самки воспитывают детей и следят за очагом, старики передают свои знания и обучают молодежь. Однако, опять же, как у обезьян, подобная организация означала конфликты между самцами внутри сообщества и борьбу за влияние. Это повлекло за собой установление первых ограничений и правил, например, запрета на кровосмешение. Это спровоцировало членов рода на общение с представителями других племён, что, в свою очередь, сформировало новые общественные отношения.
Таким образом, человеческая культура начинается, когда от инстинктивных действий и неосложненного удовлетворения потребностей человек переходит к действиям на основе сознания и к осознанной передаче опыта и знаний с помощью определенных символов и с помощью речи. И культура требует постоянного поддержания, посредством образования, передачи знаний и обретения новой информации и новых навыков.

## Биосоциальная гипотеза в теории Де Роберти

### Генетический ряд развития общества
На основе биосоциальной гипотезы происхождения культуры, российский социолог, философ и экономист Евгений Валентинович Де Роберти выстраивает ряд, характеризующий этапы развития общества.
•	Психическое взаимодействие
•	Общественная группа
•	Личность
•	Цивилизация
Ученый описывает переход от органического к надорганическому в различных сферах жизни общества. Так, первобытные образы организации общества (род, племя) были «органической множественностью», и со временем они стремятся перейти к «надорганическому единству». Такое социальное или духовное единство образуется с появлением гражданских союзов и более развитых их форм.
По мнению Де Роберти одним из признаков «надорганического единства» является мораль. А именно, с этим этапом развития общества появляется альтруизм, солидарность, взаимопонимание.

### Четыре фактора культуры
Одним из основных положений его теории является мнение о том, что развитие общество происходит с эволюцией знания и духовной культуры. Закон соотношения науки (знания), религии и философии (духовности), искусства и практической деятельности (труда), необходимого для развития культуры общества, называют законом четырех факторов культуры (цивилизации).